# Michel Munz
Pour les articles homonymes, voir Munz.
Michel Munz, né le 9 octobre 1961, est un réalisateur, compositeur, romancier et scénariste français.
Il coréalise et coécrit ses films avec Gérard Bitton.

## Biographie
D'abord vivant de sa passion, la musique, Michel Munz est rapidement séduit par l’écriture. Il écrit deux romans en 1991 et 1992. Le premier Rock Casher s'inspire de sa vie avec les Séfarades du Sentier vus par un pianiste ashkénaze, et constituera la base d'inspiration pour le scénario de premier volet de La Vérité si je mens.
Scénariste pour la télévision, il imagine Salut les homards, sitcom interactif dont les téléspectateurs choisissent la fin de chaque épisode par minitel, Seconde B ou encore Extrême Limite. C’est grâce à ce dernier feuilleton que Michel Munz fait la connaissance de Gérard Bitton, futur compagnon d’écriture. Ensemble, ils investissent le cinéma et signent le script de la saga La Vérité si je mens ! réalisée par Thomas Gilou.
En 2001, le duo passe à la mise en scène et dirige Jean-Pierre Darroussin dans Ah ! si j’étais riche, dont ils conçoivent aussi le scénario. Le Cactus, avec Clovis Cornillac et Pascal Elbé réitère l’expérience. En 2009, les auteurs et réalisateurs retrouvent Jean-Pierre Darroussin, avec Gérard Lanvin, pour une nouvelle comédie sociale sur fond d’univers boursier, Erreur de la banque en votre faveur. Si Michel Munz apparaît en tant qu’acteur dans ‘Envoyés très spéciaux’ de Frédéric Auburtin, il revient à la composition musicale, son premier amour, lors de chacun de ses films.

## Publications
- Rock Casher, Coll. Rue Racine, Flammarion, 1992 ;
- Jaune citron 060895, Lie Ernest Flam, Coll. Collection Littérature, 1993 ;
- La Vérité si je mens ! 2 en 1 (Scénarios), avec Gérard Bitton, Collection : Documents (Rso), Flammarion, 2001 ;
- La vérité si je mens ! 3 (bande dessinée), de Michel Munz, Gérard Bitton, Du Vigan, Hugo & Cie, 2012.

## Filmographie

### Réalisateur
- 2002 : Ah ! si j'étais riche
- 2005 : Le Cactus
- 2009 : Erreur de la banque en votre faveur
- 2019 : La Vérité si je mens ! Les débuts

### Compositeur
- 2002 : Ah ! si j'étais riche
- 2005 : Le Cactus
- 2009 : Erreur de la banque en votre faveur
- 2019 : La Vérité si je mens ! Les débuts

### Scénariste

#### Cinéma
- 1997 : La Vérité si je mens !
- 2001 : La Vérité si je mens ! 2
- 2002 : Ah ! si j'étais riche
- 2005 : Le Cactus
- 2009 : Erreur de la banque en votre faveur
- 2012 : La Vérité si je mens ! 3

#### Télévision

##### Séries télévisées
- 1988 : Salut les homards
- 1993 : Seconde B
- 1998-2001 : Crimes en série

##### Téléfilms
- 1992 : Papa veut pas que je t'épouse
- 1995 : L'amour en prime
- 1998 : Bébés boum

### Acteur
- 2002 : Ah! Si j'étais riche : un passager de l'aéroport (non crédité)
- 2003 : Moi César, 10 ans ½, 1m39 : le grand dans la boulangerie
- 2009 : Erreur de la banque en votre faveur : l'infirmier #2
- 2017 : Carbone

### Parolier
- 1982 : Laurie Destal, Frivole de nuit, RCA Victor
- 1986 : Gros dégueulasse

## Théâtre
- 2010 : Le Gai Mariage de Gérard Bitton et Michel Munz, mise en scène José Paul et Agnès Boury, Théâtre des Nouveautés